# Tidal Wave (single)
«Tidal Wave» es el segundo sencillo de un total de 6 correspondiente al álbum Here Today, Tomorrow, Next Week! de la banda islandesa The Sugarcubes en la que se encontraba la cantante y compositora Björk. El mismo fue lanzado en 1989.

## Lista de canciones
- «Tidal wave» - (2:57)